# 大埔鄉
大埔鄉位於台灣嘉義縣的東南隅，居嘉義、臺南、高雄三縣市的交界地帶。北毗中埔鄉、番路鄉，西臨臺南市白河區、東山區，東鄰阿里山鄉、高雄市那瑪夏區，南接臺南市南化區、楠西區。全境面積約為173.2472平方公里，人口約有4千多人，是嘉義縣人口最少的鄉鎮，面積則僅次於阿里山鄉，位列第二大鄉鎮。
大埔鄉地處阿里山山脈之上，全境有90%以上的土地屬國有或保安林地，並建有全台最大水庫曾文水庫。由於原有的河谷平原已被水庫淹沒，農業發展受限，改以觀光業為主力產業，而曾文水庫風景區即為最重要的觀光資源，並因本地相當多山豬，餵食山豬便成為地方一大觀光特色。

## 歷史

### 台灣史前時期
早在台灣史前時期，大埔地區即有人類在此活動，已發掘的史前文化遺址有嘉義農場遺址及大埔遺址。嘉義農場遺址位於曾文水庫旁的農場本部對面河堤坡上面，曾挖掘出橙紅色夾砂陶器，屬新石器時代晚期之「鹿陶類型」文化，年代約當公元前1000年至公元元年間。大埔遺址位於大埔村湖濱公園掬月半島前端，曾挖掘出灰黑色夾砂陶、橙色粗砂陶、泥質陶等陶器，及打製斧鋤形石器，文化類型與年代均與嘉義農場遺址相當:23。
斧鋤形石器具有砍、挖、翻等功能，多用於耕作。泥質陶是採用雜質較少，顆粒較細的黏土為原料所燒成，多用於盛裝食物的器皿，如陶缽、陶杯、陶壺；或做裝飾用的陶環、陶珠。夾砂陶是在黏土中掺入適當比例的砂粒，因均勻受熱而比較耐燒，多用於具有烹煮功能的大型陶鍋。由這些出土器具的用途，可推斷當地史前住民已從事農業，並進行手工業活動:24－25。

### 荷治及明鄭時期
1624年7月，荷蘭人在台南安平登陸，逐步擴展勢力範圍（1624－1662年，台灣荷蘭統治時期）。1636年，荷蘭人向北推進，一路征服各地原住民，降服了諸羅山諸番社，整個今嘉義縣境落入荷蘭人的統治。當時整個今嘉義縣東部山區，都還是鄒族的活動領域，尚無漢人墾殖記錄:86－87。而其中的今大埔地區，則屬於鄒族簡仔霧社的所在地。
依據荷蘭人於1647年所作的戶口統計資料，簡仔霧社（Kanakannavo）僅有37戶、157人。由於荷蘭人有抽人頭稅，易導致少報人口數，該數字因此未必可信。但無論如何，當時大埔地區的人口數應屬稀少:89－90。
1662年2月（陰曆：明永曆十五年十二月），鄭成功在攻台之役獲勝，結束荷蘭人在台灣的統治（1662－1683年，明鄭時期）:105。此一時期今嘉義縣的漢人拓墾集中在平原與沿海地區，包含今大埔鄉在內的山區部分仍是鄒族的活動領域，仍無漢人入墾:109。

### 清治時期
1683年8月（南明永曆三十七年七月，清康熙二十二年七月），鄭克塽投降清朝，台灣進入長達212年的清治時期（1683-1895年）:122。
清治初期的康熙年間，已有粵人自竹頭崎（今竹崎鄉）南下入墾後大埔（大埔村一部分）。1731年（雍正八年），漳州人賴真宗渡台，遊歷至後大埔社，見有沃野數百甲，遂向諸羅縣請領墾照而率眾入墾，建立後大埔庄，並擔任第一代庄主:1。
1788年（乾隆五十三年），清廷推動熟番兵農合一制，平日耕作，農餘時進行軍事訓練。在後大埔即設有一小分屯，屯丁7人，每人配地1.1甲，總數7.7甲。
後大埔地處山區，常為盜匪所苦。1840年（道光二十年）有盜首楊椪生率眾侵擾；1842年（道光二十二年）有盜首紅目鶖等三人潛入；同年又有盜首賴棕、賴黗、賴愚等帶部下三十餘人入侵；1850年（道光三十年）有盜首汆草仔帶部下八人作亂，均被時任庄主的葉占春率鄉勇一一降服。由於治安改善，後大埔庄在葉占春擔任庄主期間（1798年－1855年，嘉慶三年－咸豐五年），移民激增，戶口數成長到一千五百餘戶、六千餘人:1－3。

### 日治時期
1895年4月（清光緒二十一年三月，日本明治二十八年四月），清朝和日本簽訂《馬關條約》，將台灣割讓予日本。5月底，台灣軍民起而反抗日軍接管，爆發乙未戰爭，至11月中旬始宣告平定。
當時由於局勢混亂，部分地區治安失序。以陳法為首之盜賊為患曾攻進後大埔庄，洗劫財物並燒毀房舍，當地居民因而四散逃避。平定之後，居民始復來歸。
其後另有大埔人黃國鎮召集李烏猫、張德福等12人結為異姓兄弟，號稱「十二虎」，起而抗日。1896年（明治二十九年）1月，黃國鎮率抗日義軍襲擊後大埔。同年7月10日黃國鎮得知簡義、柯鐵等克復雲林消息後，率義軍數百名圍攻嘉義城。7月15日日軍突圍，抗日軍退入深山。1897年（明治三十年）黃國鎮控制嘉義東堡49個庄，組織聯庄自衛，並自稱皇帝，以「大靖」為年號。其後臺灣總督府採綏撫政策，安排其父黃享擔任大埔庄長。黃國鎮歸順並擔任嘉義東堡羌仔寮庄保正，其後移住後大埔成立自治區，務農維生。1901年（明治三十四年）總督府改採誘殺政策，黃國鎮等人被迫再起抗日。1902年（明治三十五年）4月，黃國鎮被日軍搜索隊擊斃於後大埔。
後來此地區多次成為南臺抗日重要據點，抗日軍每每藉此險要地勢，襲擊日憲警；1914年（大正三年）的羅阿頭六甲事件、1915年（大正四年）的余清芳事件皆是如此。

### 民國時期
1945年（昭和二十年，民國三十四年），日本在第二次世界大戰戰敗，中華民國政府接收台灣。
1952年（民國四十一年），行政院退除役官兵輔導委員會選擇大埔鄉康榔埔為中心，安置將近千名退伍軍人開墾，即今之嘉義農場:11。
1973年（民國六十二年）10月31日，曾文水庫完工蓄水，全鄉被淹沒私有地五百五十甲，公有放租地三十四甲，濫墾地五十二甲，共計六百卅六甲；被淹沒地區原居住戶數七百十八戶，人口三千零八十七人:12－13。由於原有的大埔溪河谷平原已被水庫淹沒，農業發展受限，大埔鄉改以觀光業為主力產業，而曾文水庫風景區亦成為最重要的觀光資源。
2005年（民國九十四年）11月26日，西拉雅國家風景區成立，下轄五大遊憩系統，其中曾文遊憩系統即為曾文水庫及臨近景點。

## 地理

### 地理位置
大埔鄉位於嘉義縣東南端，距嘉義市60公里。北與中埔鄉及番路鄉為界，東與阿里山鄉及高雄市那瑪夏區毗連，南與臺南市南化區、楠西區接壤，西與臺南市東山區、白河區為鄰。地理四極位置如下:32 ：
- 極東：東經120°39'47"、北緯23°20'34"（和平村橫崙聚落東側）與本縣阿里山鄉交界處。
- 極西：東經120°31'08"、北緯23°14'21"（西興村三角石聚落西側）與臺南市楠西區、東山區交界處。
- 極南：東經120°34'41"、北緯23°12'48"（西興村東南端）與臺南市楠西區、南化區交界處。
- 極北：東經120°38'46"、北緯23°22'01"（和平村內寮仔聚落北側）與本縣番路鄉、阿里山鄉交界處。

大埔鄉同時與臺南市、高雄市相鄰，是全國唯二同時與兩個直轄市相鄰的鄉、鎮、縣轄市（另一為新竹縣尖石鄉，該鄉同時與桃園市、臺中市相鄰）。

### 地形
依據地理學家林朝棨所作之全臺灣地形分區，大埔鄉全鄉位處阿里山山脈範圍內:74。由於曾文溪中上游各支流的切割，可再細分為西部山地、大埔河蝕盆地、東北部山地、東部山地及位於東南部的後堀溪河谷地。
西部山地屬西烏山嶺山列，為阿里山山脈西南支脈之延伸，其主稜線在大凍山以北大致為東北—西南走向，以南大致為北北東—南南西走向，共同形成大埔鄉與屬白河區、東山區的主要邊界。主稜線上的高峰由北而南依次為凍子頂山（1,180公尺）、九龍山（1,211公尺）、大凍山（1,241公尺）及李子園山（971公尺），其餘較高山峰為大埔鄉與番路鄉邊界上的馬頭山（1,127公尺）及其南側之望天湖山（1,071公尺）。
大凍山為大埔鄉及台南市之第一高峰，西側有露頭岩層，自南二高遠望，山形頗為壯闊，深受登山界人士之重視，因而列名台灣小百岳之一。望天湖山兩側並無高峰，自曾文水庫向北眺望，山勢頗為雄偉。
東北部山地為西烏山嶺山列自隙頂山向南延伸的小支脈，其最峰為草山（1,103公尺）。東部山地屬阿里山山脈另一支脈——東烏山嶺山列的北段，主要高峰由北而南為崙頂山（993公尺）、坪林山（977公尺）及三角南山（1,187公尺）。
大埔河蝕盆地位於大埔溪兩岸，略呈南北狹長形，原為大埔鄉農業區。1973年曾文水庫興建完工並蓄水後，已被淹沒成為人工湖，僅餘兩側標高235公尺以上之丘陵地仍露出水面。

### 水文
大埔鄉除西部永樂村凍子頂山至九龍山稜線以西一小塊地區屬於急水溪上游白水溪流域範圍，及東南部茄苳村頂坪林、木瓜坑地區屬於曾文溪支流後堀溪流域範圍外，其餘均屬於曾文溪主流（最長河道）上游大埔溪流域範圍。
大埔溪流域在大埔鄉的主要支流有沙美箕溪、二寮溪、水底寮溪、長枝坑溪、竹坑溪、雷公溪、匏仔寮溪（後湖溪）及角溪等。後堀溪流域在大埔鄉的主要支流有及鳳梨坑溪及乾水坑溪。白水溪在大埔鄉境內為源流區，河長及流域面積均不大。

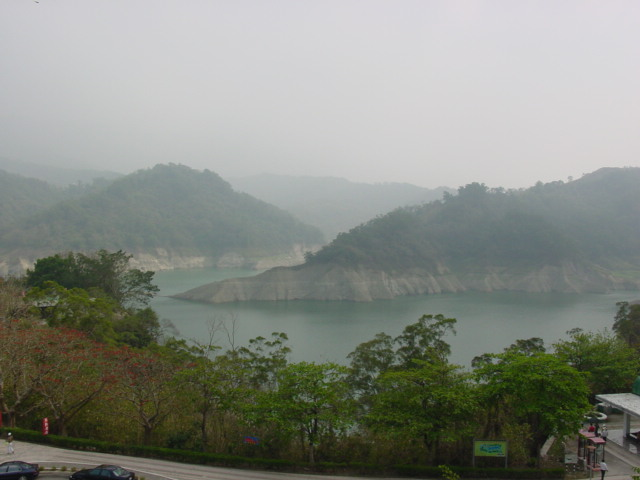
曾文水庫

大埔溪幹流由東部邊界流入大埔鄉，至外埤附近進入曾文水庫淹沒區，大壩位於西南部茅埔附近，其下游流經水庫管理處附近形成大埔鄉與台南市東山區的邊界，續向西南流出鄉境。
二寮溪又名草蘭溪，發源於高雄市那瑪夏區河表湖山西麓，向西北流至縣、市邊界後，轉向北沿邊界流至二寮坑附近注入曾文溪。近年來政府規劃「曾文水庫越域引水計畫」，預備在高雄市桃源區勤和聚落附近的荖濃溪河床上設置攔河堰，並興建引水隧道及跨河輸水橋，以穿越玉山山脈、楠梓仙溪、阿里山山脈，最後經由草蘭溪注入曾文水庫。

### 氣候
大埔鄉位於北迴歸線以南，人口集中區域海拔皆低於500公尺，為亞熱帶氣候區，夏季長而冬季短，年平均溫度約23.4℃。其中5月至10月份之月均溫皆在25℃以上，尤以7月份之28.8℃為最高；12月至翌年2月間月均溫較低，平均最低溫度為攝氏17.1℃。
大埔鄉年平均降雨量約2,236公釐，雨、旱季頗為分明。雨季分佈於5月至9月間，其雨量約佔全年降雨量之83.7%，尤以6、7、8等3個月之午後陣雨與氣旋雨為主，此時曾文水庫之水位會明顯增高。旱季分佈於10月至次年4月，此時水庫水位則明顯下降。近年來最高降雨量發生在民國90年（2001年）9月17日，適逢納莉颱風來襲，單日降雨量高達774.5毫米:37。

### 人口
根據嘉義縣政府民政處及內政部戶政司統計，2024年底大埔鄉戶數約1.9千戶，人口約4.3千人，人口密度每平方公里約25人，是嘉義縣人口最少的鄉鎮，也是臺灣人口密度最低的平地鄉鎮（不包括山地鄉及直轄市山地原住民區）。鄉內人口最多與最少的村分別是大埔村與永樂村，2024年底兩村人口分別為1,624人與453人；人口密度最高與最低的村分別是大埔村與西興村，2024年底兩村人口密度分別為每平方公里178人與10人。

## 政治

### 歷任首長

#### 長時期（日治）
| 任次 | 姓名       | 到任日期              | 卸任日期              | 備註                                           |
| ---- | ---------- | --------------------- | --------------------- | ---------------------------------------------- |
| 1    | 黃享       | 1900年（明治33年）    | 1901年（明治34年）    |                                                |
| 2    | 葉耳       | 1901年（明治34年）    | 1920年（大正9年）     | 1902年（明治35年）至 1920年（大正9年）稱為區長 |
| 3    | 洪再恩     | 1920年（大正9年）     | 1923年（大正12年）    | 助役陳定邦                                     |
| 4    | 楊九       | 1923年（大正12年）    | 1925年（大正14年）    | 助役陳定邦                                     |
| 5    | 郭嶽       | 1925年（大正14年）    | 1926年（大正15年）    | 助役陳定邦                                     |
| 6    | 葉耳       | 1926年（大正15年）    | 1936年（昭和11年）5月 | 助役高橋清五郎                                 |
| 7    | 高橋清五郎 | 1936年（昭和11年）6月 | 1939年（昭和14年）5月 | 助役李王清波                                   |
| 8    | 森孝移     | 1939年（昭和14年）6月 | 1943年（昭和18年）2月 | 助役陳定郡                                     |
| 9    | 平熊六     | 1943年（昭和18年）2月 | 1945年（昭和20年）8月 | 助役陳定郡                                     |

#### 長時期（民國）
| 屆次  | 姓名   | 到任日期                   | 卸任日期               | 備註                 |
| ----- | ------ | -------------------------- | ---------------------- | -------------------- |
| 派 任 | 陳定郡 | 1945年（民國三十四年）11月 | 1946年（民國三十五年） | 依日治時期制度稱為長 |

#### 鄉長時期
| 屆次            | 姓名   | 到任日期       | 卸任日期       | 備註                                     |
| --------------- | ------ | -------------- | -------------- | ---------------------------------------- |
| 第1任           | 葉進財 | 1946年         | 1948年10月     | 鄉民代表會選出鄉長                       |
| 第2任           | 劉 森  | 1948年11月     | 1950年8月      | 鄉民代表會選出鄉長，任內離職             |
| 代 理           | 曾新賀 | 1950年8月      | 1951年8月      |                                          |
| 第1屆           | 曾新賀 | 1951年8月10日  | 1953年8月9日   |                                          |
| 第2屆           | 曾新賀 | 1953年8月10日  | 1956年8月9日   |                                          |
| 第3屆           | 曾新賀 | 1956年8月10日  | 1960年1月15日  |                                          |
| 第4屆           | 葉進財 | 1960年1月16日  | 1964年2月29日  |                                          |
| 第5屆           | 葉進財 | 1964年3月1日   | 1968年2月29日  |                                          |
| 第6屆           | 曾新賀 | 1968年3月1日   | 1973年3月31日  |                                          |
| 第7屆           | 許輕鎮 | 1973年4月1日   | 1977年12月30日 |                                          |
| 第8屆           | 許輕鎮 | 1977年12月31日 | 1982年2月28日  |                                          |
| 第9屆           | 曾新賀 | 1982年3月1日   | 1986年2月28日  |                                          |
| 第10屆          | 許榮松 | 1986年3月1日   | 1990年2月28日  |                                          |
| 第11屆          | 許榮松 | 1990年3月1日   | 1994年2月28日  |                                          |
| 第12屆          | 許俊昇 | 1994年3月1日   | 1998年2月28日  |                                          |
| 第13屆          | 許俊昇 | 1998年3月1日   | 2002年2月28日  |                                          |
| 第14屆          | 陳金永 | 2002年3月1日   | 2006年2月28日  |                                          |
| 第15屆          | 陳金永 | 2006年3月1日   | 2010年2月28日  |                                          |
| 第16屆          | 張玉燕 | 2010年3月1日   | 2010年12月30日 | 因幽靈人口案遭法院判決當選無效而解除職務 |
| 代理            | 郭周衛 | 2011年1月10日  | 2011年3月28日  |                                          |
| 第16屆 （補選） | 黃國明 | 2011年3月29日  | 2014年12月25日 |                                          |
| 第17屆          | 黃國明 | 2014年12月25日 | 2018年12月25日 |                                          |
| 第18屆          | 吳明勳 | 2018年12月25日 | 2022年12月25日 |                                          |
| 第19屆          | 吳明勳 | 2022年12月25日 | 現任           |                                          |

資料來源：邱淑麗，《大埔鄉志》:37－38

### 鄉政組織
大埔鄉公所是大埔鄉最高層級的地方行政機關，在中華民國政府架構中為鄉自治的行政機關，同時負責執行縣政府及中央機關委辦事項，大埔鄉的自治監督機關為嘉義縣政府。鄉長由全體鄉民直接選舉產生，任期為四年，可連選連任一次。大埔鄉公所並置鄉政會議，為鄉政最高決策機構，在鄉長之下，設有3課3室1會等7個內部單位及1個附屬機關。
大埔鄉民代表會是大埔鄉的最高民意機關，代表大埔鄉全體鄉民立法和監察鄉政。鄉民代表由公民直選選出，任期為四年，可連選連任。大埔鄉民代表會共有7位鄉民代表，分別為第一選區4席鄉民代表、第二選區3席鄉民代表，主席、副主席由7位鄉民代表互選產生。

### 行政區
| 大埔鄉行政區劃 |
|                |

清朝時期大埔鄉隸屬嘉義東堡，稱為後大埔庄，以別於隸屬哆囉嘓東頂堡之前大埔庄（今台南市東山區東原里）。日治初期行政區劃雖更改頻繁，但傳統的堡里、街庄體制依然維持。1920年（大正九年）廢除堡里、街庄而改設街庄、大小字，設為台南州嘉義郡大埔庄，僅含大埔一個大字。戰後中華民國接管臺灣，該鄉於1946年（民國三十五年）8月改稱「大埔鄉」。
大埔鄉現轄共有5個村，分列如下：
| 里名   | 面積 km² | 鄰數 | 人口 2013.5 | 人口密度 | 主要聚落 |
| ------ | -------- | ---- | ----------- | -------- | --- |
| 大埔村 | 9.13     | 16   | 1711        | 187.4    | 後大埔 |
| 和平村 | 37.31    | 9    | 735         | 19.7     | 雙溪、外埤、石硤內、九芎崎腳、二寮坑、馬頭山、富山、草山路口、鳥埔、石峽頂、番仔寮坑、水寮、內葉翅、射免潭、角坑、流東、內寮仔、石崁頂、橫崙                                               |
| 永樂村 | 26.89    | 7    | 505         | 18.78    | 埔頂（牛舌埔）、湖底、內灣仔、後湖仔、眉子陶、望天湖、隙仔田、石壁頭、石井、南寮、石面桶、頂新寮、五林玔                                                                                   |
| 西興村 | 57.42    | 8    | 617         | 10.75    | 蕃薯圈、水底寮、石公、竹崙仔、茅埔、柳藤潭、三腳石、竹頭尖、風吹嶺、牛場崙、桃花嶺、中心崙、火燒寮、嘉義農場、復興崙、牛舌仔坪、菜瓜坪、南草嶺、草嶺、三重溪埔、過山、倒彎龍、七瀨子、印斗 |
| 茄苳村 | 42.51    | 9    | 758         | 17.83    | 茄苳腳、竹圍仔、枋樹湖、掬月半島、大茅埔、過山（木瓜腳）、坪林、頂坪林、木瓜坑 |
| 大埔鄉 | 173.2472 | 49   | 4326        | 24.97    | |

### 警政治安
- 嘉義縣警察局中埔分局
  - 大埔分駐所

## 經濟
大埔鄉一級產業人口為約2,500人，佔全鄉總就業人口約75％，遠高於全臺灣地區之23％，而其中尤以農業人口居多，因此大埔鄉可視之為典型的農業鄉。 
在農業方面，因山坡地居多，且為水源保護區，故耕地面積僅佔全鄉土地面積約21％，其中水田僅佔約3％，旱田約97％。鄉內主要農產品有麻竹筍、百香果、破布子。在漁業方面，大埔鄉僅有零星漁撈及養殖戶，漁業不發達。在畜牧業方面，以豬、羊及雞之飼養為主。
大埔鄉二級產業人口約200人，佔全鄉總就業人口僅約7％，遠低於全臺灣地區之37％。由於地處偏遠，原物料及運輸成本較高，加上土地發展受限，因此不利於工業之發展。1994年全鄉工廠登記家數僅有食品製造業1家而已，工業極度不發達。
大埔鄉三級產業人口為約600人，佔總就業人口約18％，遠低於全臺灣地區之40％。由於三級產業發展條件並未成熟，服務業仍以食品、服裝等消費型零售商業為主。

## 教育
嘉義縣大埔鄉大埔國民小學（簡稱大埔國小）位於茄苳村北端之大埔聚落南側，為全鄉唯一的國民小學。該校前身為中埔公學校大埔分離教室，創立於1920年（大正9年）5月1日，隔年4月1日獨立改稱大埔公學校，屬4年制。1929年（昭和4年）3月28日，始改為6年制。1941年（昭和16年）4月1日，改制為大埔國民學校。
1954年（民國43年），成立石公分校及坪林分校。隔年9月1日，成立南寮分班。1964年（民國53年）9月1日，成立康朗分班，其後於1967年（民國56年）9月改為康朗分校。1970年（民國59年）2月因興建曾文水庫，撤銷石公分校，學生轉入康朗分校。1990年（民國79年）8月，康朗分校裁撤併回。隔年8月，永樂村埔頂分校改為埔頂分班，其後於1993年（民國82年）8月恢復為埔頂分校。1998年（民國87年）8月1日坪林分校、埔頂分校裁撤，併回大埔國小；同時南寮分班裁撤，併入番路鄉永興國小:315。
大埔國民中學（簡稱大埔國中）位大埔國小南鄰，為全鄉唯一的國民中學。該校創立於1968年（民國57年）8月，初為嘉義縣立大埔國民中學分部，隔年8月1日獨立設校。大埔國中學區包括大埔國小與阿里山鄉的茶山國小、新美國小，因範圍遼闊，設有宿舍供遠道學生住宿:330－331。
2016年大埔國中與大埔國小改制為嘉義縣立大埔國民中小學。

## 醫療
大埔鄉曾屬臺灣的無醫鄉之一，過去鄉內僅有一間衛生所，沒有醫院、診所及藥局。直至2002年9月，大林慈濟醫院於大埔鄉設置大埔醫療站。

## 交通

### 公路
大埔鄉對外完全仰賴公路，其中以澐密戰備道路（省道台3線）最為重要。該道路由北而南貫穿全鄉，並經過鄉治所在地大埔聚落。往北可通往中埔、番路、竹崎及中北部山線各地，或在中埔轉省道台18線在中埔交流道上福爾摩沙高速公路（國道3號）以快速前往中北部；往南可通往楠西、玉井、南化及高屏山線各地，或在玉井轉省道台84線快速公路在官田系統交流道上福爾摩沙高速公路以快速前往高屏地區。
大埔鄉並無縣道，但有數條鄉道，其中嘉129線可通往阿里山鄉的茶山、新美、山美等地；嘉149線可通往台南市南化區關山里；南183線即為曾文水庫大壩沿曾文溪河谷經由台南市東山區通往楠西區的道路。

### 公車客運
嘉義縣公車經過大埔市區主要的路線有嘉義至大埔（7301路及7301A路）等一條路線:297，提供鄉民搭乘及嘉義市、中埔鄉等鄰近鄉鎮轉運聯絡之用。另有幸福大埔1路（永樂線）、幸福大埔2路（西興茄冬線，含A支線及B支線）等兩條幸福巴士路線可供民眾搭乘。大台南公車綠24線（玉井至曾文水庫）、綠25線（玉井至大埔）:297等兩條路線則可前往楠西、玉井站等地，其中綠24線由曾文水庫觀景樓行經曾文溪兩岸南行，綠25線則由大埔市區行經台3線南行。

## 旅遊

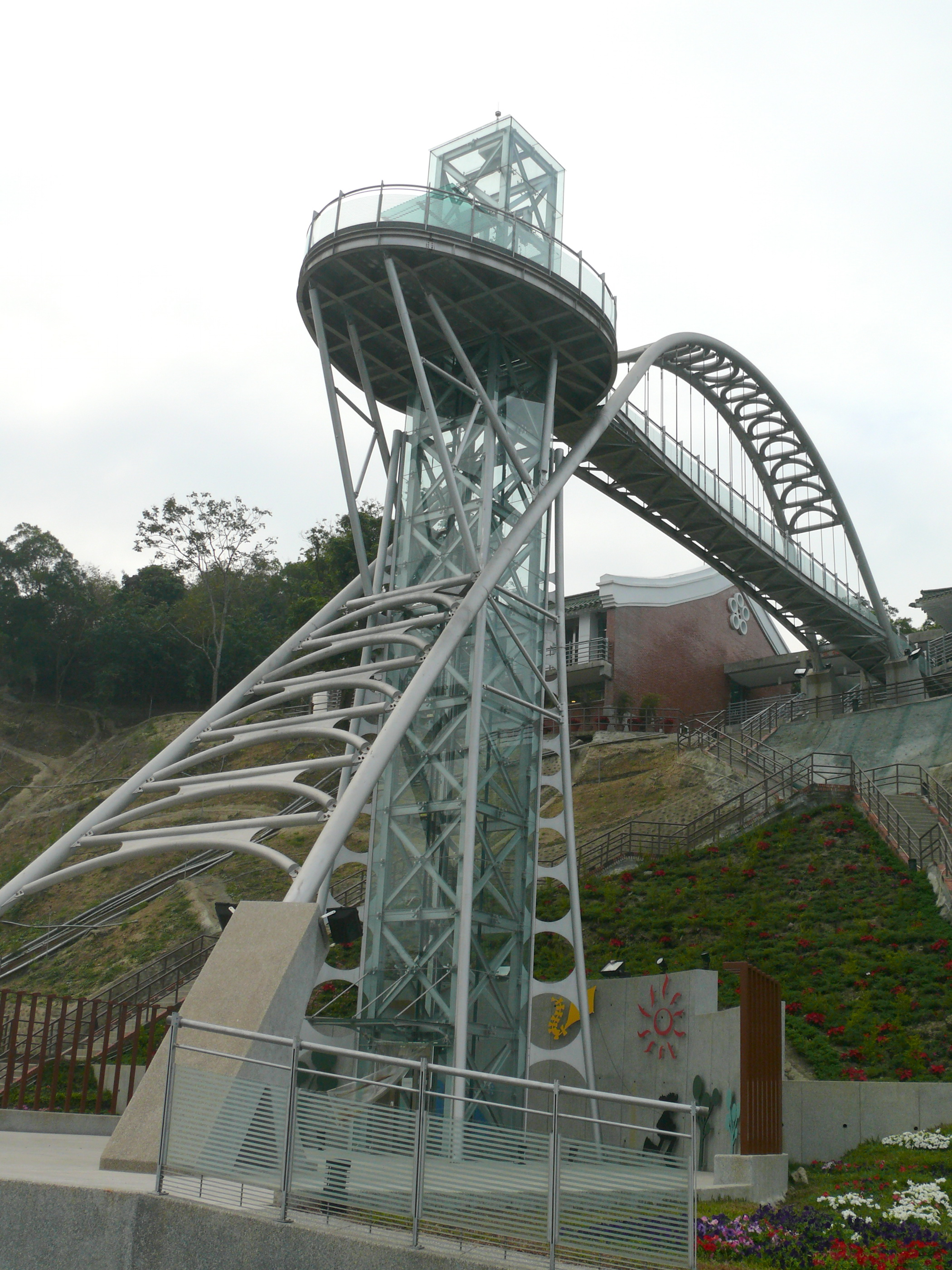
曾文水庫中正樓觀景台

曾文水庫位於曾文溪上游之大埔溪上，為台灣最大的水庫與湖泊，滿水位面積17.14平方公里，是一座兼具灌溉、發電、防洪和觀光功能的多目標水庫，也是西拉雅國家風景區五大遊憩系統之一——曾文遊憩系統的核心。曾文水庫遊樂區內除了大壩觀景外，另有曾文青年活動中心、東口野營遊憩區、溪畔遊樂區、鳥宮花園、曾文之眼、曾文好漢坡登山健行步道、參觀台、觀景涼亭、環湖步道、嘉義農場等自然景點與休閒遊樂設施。
大埔街區為鄉治所在地，常住人口較多，商業活動也較為熱絡，為全鄉的精華區。街區西側有湖濱公園，西北側有情人公園，均濱臨曾文水庫湖區，為當地居民與外來遊客休閒活動的好去處。
情人公園內設有西拉雅國家風景區的「大埔旅遊資訊站」，該建物前身原為嘉義縣政府在1991年興建的「大埔美館遊客中心」，但後來因為921大地震導致建物受損嚴重而關閉。直到2004年由中華民國中央政府撥款近5百萬元改建，次年完工後該處改為「大埔美館─螢火蟲生態主題館」。而在西拉雅國家風景區管理處成立後，該館由西拉雅風管處接管並成立遊客中心。2017年底，大埔旅遊資訊站進行建物拉皮，並在戶外新設塑鋼材質的裝置藝術，以粉紅色系營造該愛情故事的浪漫氛圍來促進當地觀光
白馬亭位於大埔街區東郊的大坑山山頂，海拔約750公尺，是為紀念清末一名圍剿土匪殉職的葉姓捕頭而設立的觀景涼亭。該地展望視野良好，不僅可瀏覽曾文水庫、大埔街區，並可向西眺望遠處的大凍山群峰，是大埔鄉登山健行及賞景的最佳去處之一。
大埔鄉也有一些民營渡假機構，在西拉雅國家風景區官方網站有提及者，就有「歐都納山野渡假村」及「跳跳生態農場」兩家，均提供各式住宿木屋及休閒設施。
大埔鄉多山地與溪流，有不少知名的瀑布與橋樑。瀑布方面有位於和平村角坑溪的茶山瀑布（青雲瀑布）、和平村草山溪支流的富山瀑布、西興村水底寮坑溪支流的飛雲瀑布與茄苳村長枝坑溪支流的月桃瀑布等；另外二寮溪下游建有兩個相近的攔沙壩，溪水越壩而下有如兩層瀑布，因而被遊客稱為「草蘭溪攔沙壩大瀑布」。橋樑方面則有位於和平村的大埔橋、射兔潭吊橋等。其中大埔橋為省道台3線跨越曾文溪的橋樑，長約120公尺，高約70公尺，中間無橋墩，側面為彩虹狀，造形優美，常吸引遊客駐足拍照。

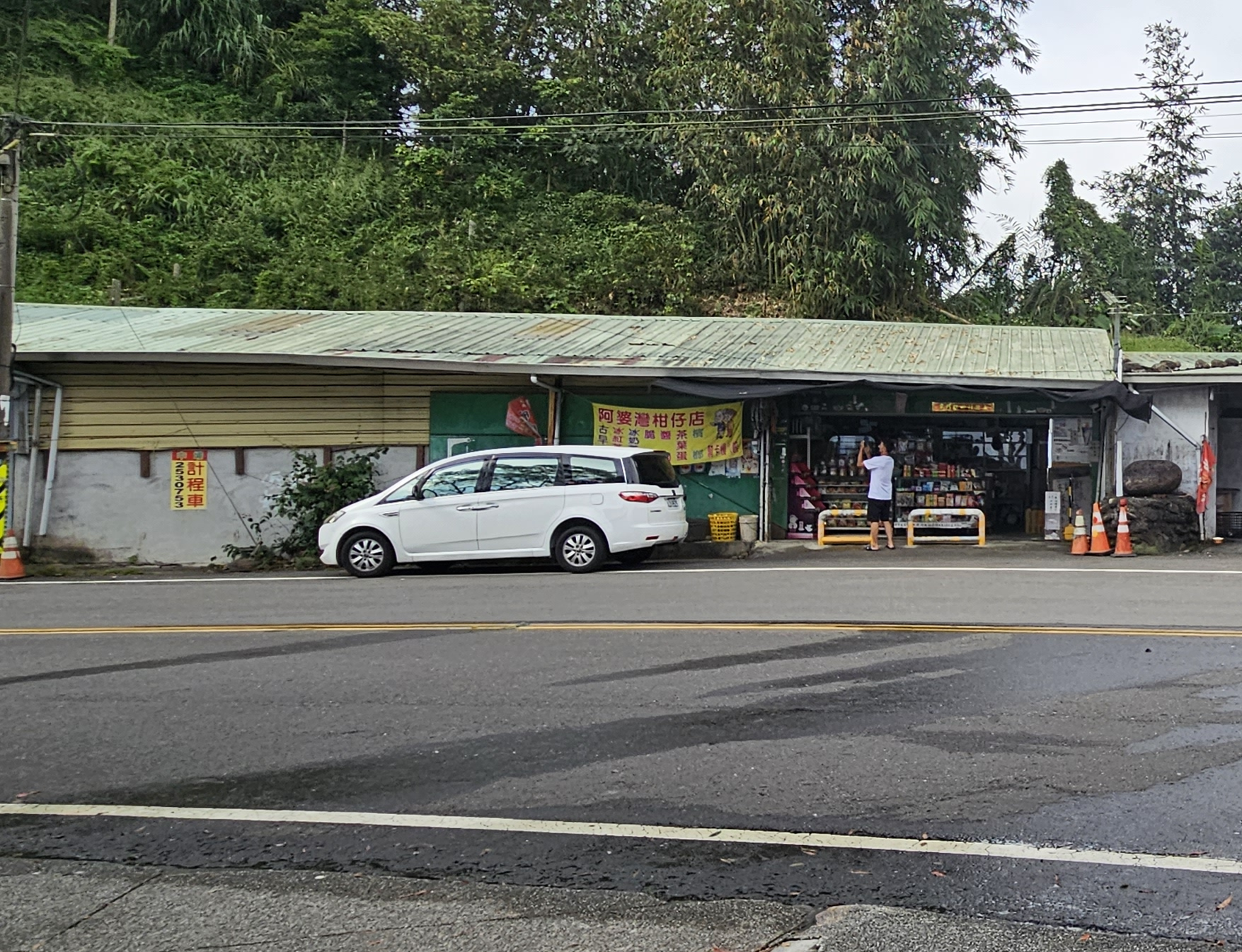
阿婆灣柑仔店

省道台3線大埔鄉路段位處山區，沿途風景秀麗而且人車稀少，每逢假日常有不少重機車愛好者至此遊玩。永樂村北端與中埔鄉交界處之分水嶺（地名）路段，因有連續大彎道，尤為重機車族所愛。大彎道附近有一間由一位阿婆陳富經營的雜貨店，常聚集不少人車在此休憩補給，因而被車友稱為「阿婆彎」，其後雜貨店則以「阿婆灣」命名。由於大彎道景色優美，可遠眺曾文水庫，縣政府因而在附近設立「阿婆灣景觀平台」。

## 外部連結
- 大埔鄉公所
- 曾文水庫旅遊網 （页面存档备份，存于）